# Feuerschutzpolizei
La Feuerschutzpolizei (literalmente, Policía de Protección del Fuego) fue un cuerpo de policía bomberil de protección contra incendios de Alemania durante la época nacionalsocialista, brazo de la OrPo. Se formó en 1938 cuando las brigadas de bomberos profesionales municipales alemanas fueron transferidas a la policía nacional. Aunque su objetivo principal era la prevención y extinción de incendios, también realizaba tareas de mantenimiento del orden público y lucha contra la delincuencia, junto con otros cuerpos policiales.
Los vehículos de bomberos rojos, uniformes azules y rangos del servicio de bomberos fueron reemplazados por vehículos de bomberos verdes, uniformes verdes y rangos de la policía.
Se estima que alrededor de dos millones de personas sirvieron en el Feuerschutzpolizei.

## Historia

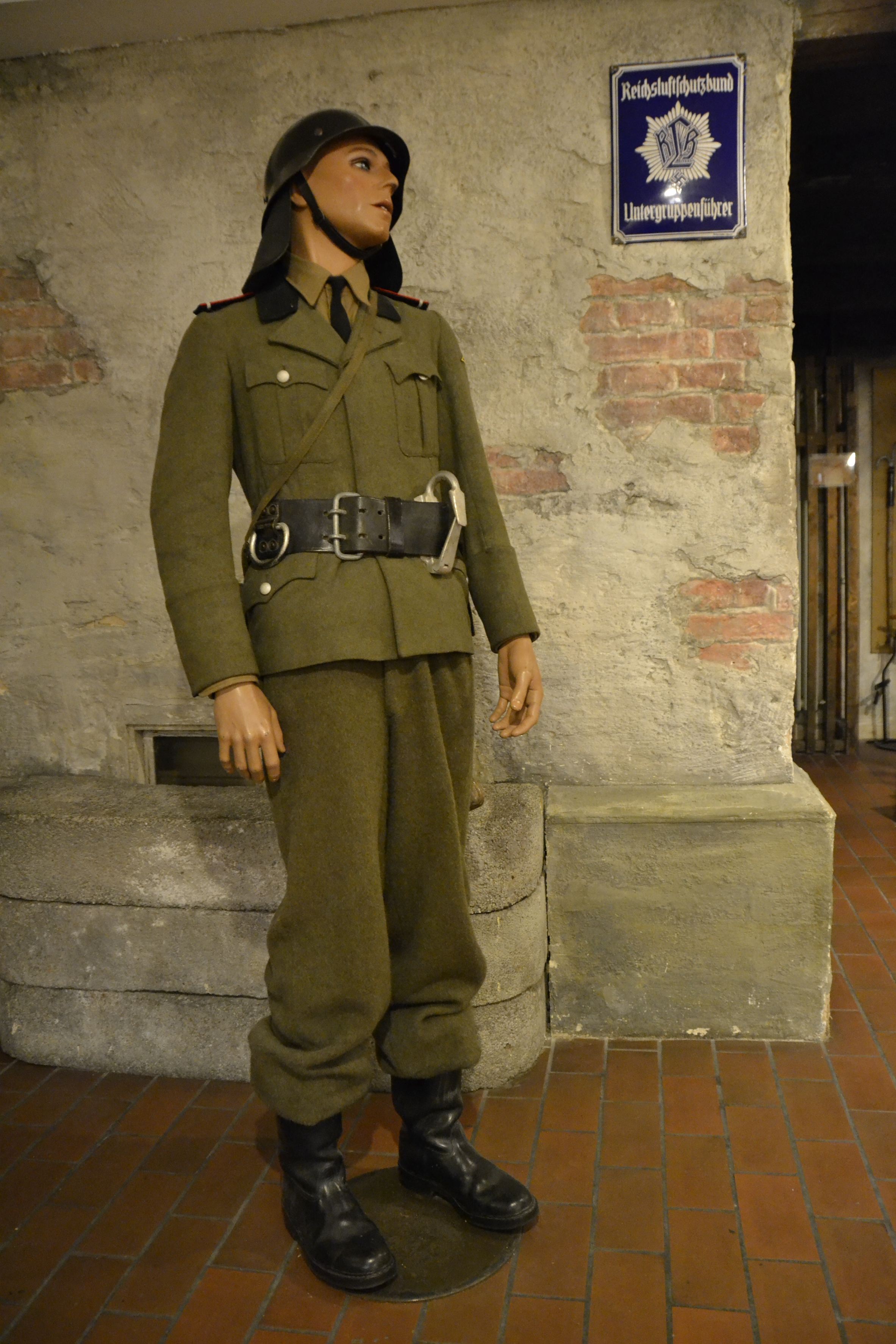
Uniforme femenino de la Feuerschutzpolizei presente en el Feuerwehrmuseums de Múnich.

El cuerpo se formó el 23 de noviembre de 1938, tras aprobarse la «Ley de Feuerlöschwesen», que contemplaba los preparativos que debía tomar el gobierno nazi ante una situación de guerra para poder hacer frente a los ataques aéreos. El cuerpo estaba formado por todos los departamentos profesionales de bomberos del país bajo el control de la Ordnungspolizei (Orpo), el cuerpo de policía regular del Tercer Reich, que también tenía autoridad sobre las Freiwillige Feuerwehren, las brigadas antiincendios de voluntarios civiles que básicamente operaban en núcleos pequeños de población donde no había unidades de Feuerschutzpolizei. El tamaño de las unidades de la Feuerschutzpolizei y su despliegue se determinaban según la densidad de población. Principalmente, las unidades más grandes se establecieron en las ciudades que estaban considerablemente industrializadas y por defecto, las que estaban amenazadas de ser sometidas a ataques aéreos por parte de los Aliados.
El cuerpo estaba organizado en varios pelotones pequeños llamados Zug, dentro de los cuales había los Zug Watche que se encargaban de la prevención antiincendios las 24 horas del día. Si la densidad de población requería más unidades, los Zug se agrupaban en unidades tácticas más grandes llamadas Gruppen. Los oficiales de las Feuerschutzpolizei, que recibían el título de Kommandeur (comandante), eran formados en la escuela de oficiales de Eberswald con el objetivo de dirigir las maniobras de extinción y prevención de incendios.
Después del final de la Segunda Guerra Mundial, la mayoría de los cuerpos de bomberos continuaron operando como instituciones municipales únicamente sobre la base de reglamentos administrativos. La responsabilidad del servicio de bomberos pronto volvió a manos de los estados federales. Para Austria, en el State Law Gazette n.º 86/1945 del 17 de julio de 1945, se derogaron las disposiciones legales alemanas en el campo de la extinción de incendios y se restablecieron las regulaciones provinciales basadas en el estado de la legislación del 13 de marzo de 1938.

## Uniformes

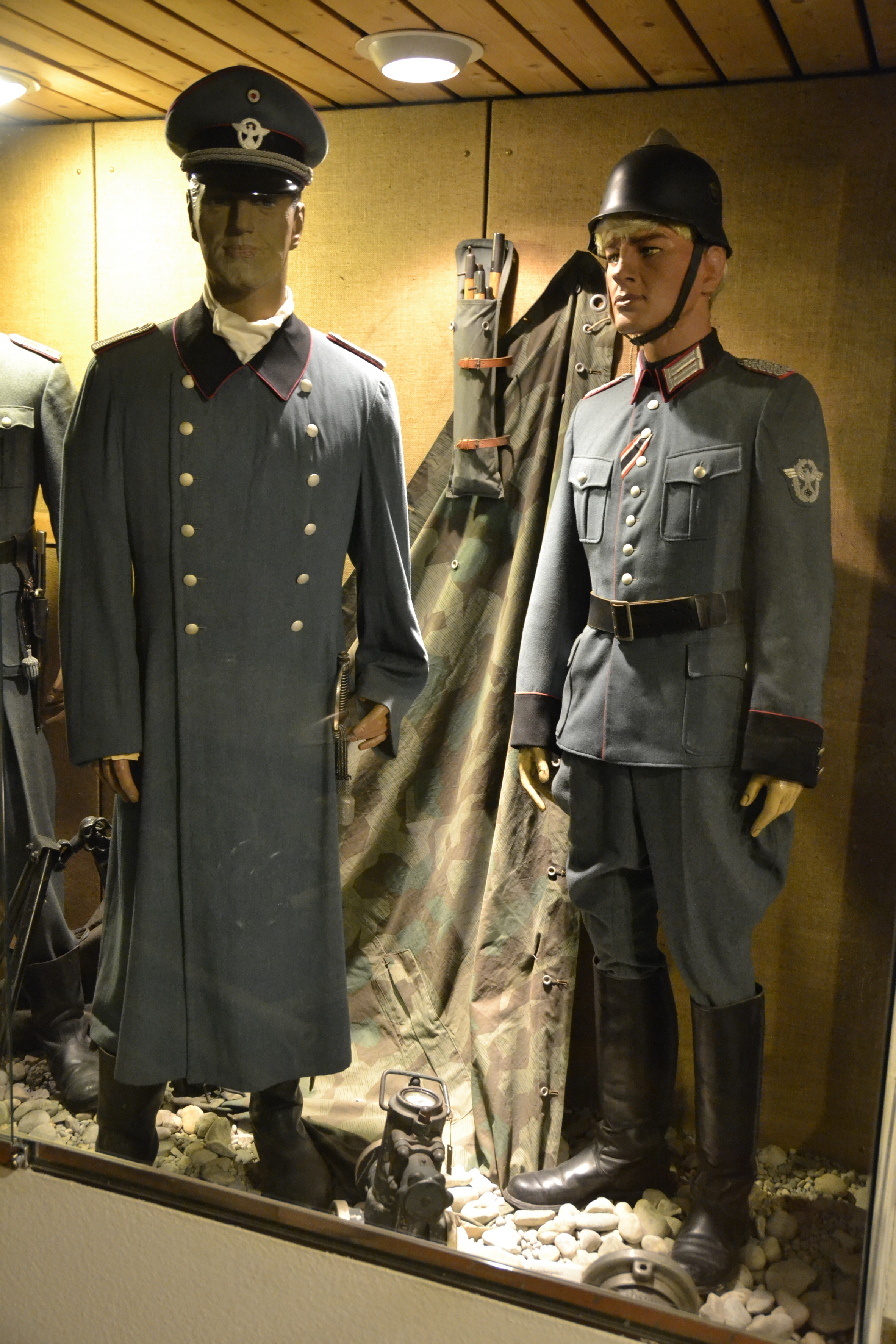
Uniformes de la Feuerschutzpolizei expuestos en el Feuerwehrmuseums de Múnich.

A partir de 1939, el uniforme de la Feuerschutzpolizei pasa del rojo al verde, mientras que las brigadas de voluntarios (Freiwillige Feuerwehren) mantuvieron el color azul.

## Regimientos
| Regimiento                    | Comandante                         | Base                     |
| ----------------------------- | ---------------------------------- | ------------------------ |
| Feuerschutzpolizei Regiment 1 | Hans Rumpf Hans Schmidt Hugo Speil | Sajonia                  |
| Feuerschutzpolizei Regiment 2 | Hans Schmidt                       | Hannover                 |
| Feuerschutzpolizei Regiment 3 | Curt Bolz                          | Prusia Oriental/ Polonia |
| Feuerschutzpolizei Regiment 4 | Möbius                             | Ucrania                  |
| Feuerschutzpolizei Regiment 5 | Richard Gribow                     | Bohemia y Moravia        |
| Feuerschutzpolizei Regiment 6 | Hans Schmidt                       | Países Bajos             |

## Rangos
| Departamentos profesionales contraincendios (1935–1938)                       | Feuerschutzpolizei (1938–1941) | Feuerschutzpolizei (1941–1945)                    | Insignia     | Rango correspondiente en las SS (Wehrmacht) |
| ----------------------------------------------------------------------------- | ------------------------------ | ------------------------------------------------- | ------------ | ------------------------------------------- |
| –                                                                             | –                              | Generalleutnant                                   |              | SS-Gruppenführer (Generalleutnant)          |
| Oberbranddirektor (Jefe de bomberos en Berlín)                                | Generalmajor                   | Generalmajor                                      |              | SS-Brigadeführer (Generalmajor)             |
| Oberbranddirektor Branddirektor                                               | Oberst                         | Oberst                                            |              | SS-Standartenführer (Oberst)                |
| Oberbaurat                                                                    | Oberstleutnant                 | Oberstleutnant                                    |              | SS-Obersturmbannführer (Oberstleutnant)     |
| Baurat                                                                        | Major                          | Major                                             |              | SS-Sturmbannführer (Major)                  |
| Brandingenieur Brandoberingenieur Baurat (Con menos de tres años en el rango) | Hauptmann                      | Hauptmann                                         |              | SS-Hauptsturmführer (Hauptmann)             |
| –                                                                             | –                              | Bezirkshauptmann                                  |              | SS-Hauptsturmführer (Hauptmann)             |
| –                                                                             | Inspektor                      | Bezirksoberleutnant                               |              | SS-Obersturmführer (Oberleutnant)           |
| Oberbrandmeister                                                              | Obermeister                    | Leutnant                                          |              | SS-Untersturmführer (Leutnant)              |
| –                                                                             | –                              | Bezirksleutnant                                   |              | SS-Untersturmführer (Leutnant)              |
| Brandmeister                                                                  | Meister                        | Meister                                           |              | SS-Sturmscharführer (Stabsfeldwebel)        |
| Löschmeister                                                                  | Hauptwachtmeister              | Hauptwachtmeister                                 |              | SS-Hauptscharführer (Oberfeldwebel)         |
| Oberfeuerwehrmann                                                             | Bezirksoberwachtmeister        | Bezirksoberwachtmeister                           |              | SS-Oberscharführer (Feldwebel)              |
| –                                                                             | Oberwachtmeister               | Oberwachtmeister                                  |              | SS-Scharführer (Unterfeldwebel)             |
| Feuerwehrmann                                                                 | Wachtmeister                   | Wachtmeister                                      |              | SS-Unterscharführer (Unteroffizier)         |
| –                                                                             | –                              | Rottwachtmeister                                  |              | SS-Rottenführer (Obergefreiter)             |
| –                                                                             | –                              | Unterwachtmeister (Solo en las unidades de campo) |              | SS-Sturmmann (Gefreiter)                    |
| –                                                                             | –                              | Anwärter (Con más de 6 meses en el rango)         | Sin Insignia | SS-Mann (Oberschütze)                       |
| –                                                                             | –                              | Anwärter (Solo en las unidades de campo)          | Sin Insignia | SS-Anwärter (Schütze)                       |